# 2022 en arts plastiques
| Années des arts plastiques : 2019 - 2020 - 2021 - 2022 - 2023 - 2024 - 2025    |
| Décennies des arts plastiques : 1990 - 2000 - 2010 - 2020 - 2030 - 2040 - 2050 |

Cette page concerne l'année 2022 en arts plastiques

## Décès
- 16 janvier : Tova Berlinski, peintre israélienne d'origine polonaise (° 20 avril 1915),
- 16 février : Jean-Marie Queneau, peintre, graveur et éditeur français (° 21 mars 1934),
- 18 février : Yves Milet-Desfougères, peintre et graveur français (° 4 septembre 1934),
- 26 février : Antonio Seguí, peintre argentin (° 11 février 1934),
- 27 mars : Raphy, de son vrai nom Raphaël Gazrighian, peintre français d'origine arménienne (° 9 novembre 1926),
- 25 avril : France Slana, peintre, collectionneur et illustrateur slovène (° 26 octobre 1926),
- 19 mai : Eli Content, peintre, dessinateur et collagiste néerlandais (° 14 août 1943),
- 30 mai : Morio Matsui, peintre japonais (° 25 juillet 1942),
- 31 juillet : Hubertine Heijermans, peintre et graveuse néerlandaise (° 8 janvier 1936),
- 30 août : Mohamed Azouzi, peintre, plasticien et sculpteur marocain et français (° 1946),
- 26 octobre : Pierre Soulages, peintre et graveur français (° 24 décembre 1919),
- 7 novembre : Brian O'Doherty, peintre, sculpteur, écrivain et critique d'art irlandais (° 4 mai 1928),
- 8 novembre : Lee Bontecou, sculptrice, lithographe et graveuse américaine (° 15 janvier 1931),
- 10 novembre : Hervé Télémaque, peintre français d'origine haïtienne (° 5 novembre 1937),
- 11 novembre :
  - Claudius de Cap Blanc, sculpteur français (° 1er novembre 1953),
  - Joan Vila-Grau, peintre et vitrailliste espagnol (° 14 août 1932),
- 12 novembre : Claude Perchat, graphiste et illustratrice française (° 28 février 1952),
- 30 novembre : Federico Silva, peintre et sculpteur mexicain (° 16 septembre 1923),
- 12 décembre : Josef Schagerl, sculpteur autrichien (° 25 août 1923),
- 21 décembre : Franz Gertsch, peintre suisse (° 8 mars 1930).